# Stray Dog West
Stray Dog West (littéralement chient errant ouest) est un îlot récemment apparu au nord du Groenland à la suite de la fonte des glaces au pôle Nord et permettant au Danemark de revendiquer une partie plus importante de l'océan Arctique. Il a été découvert en juillet 2007 par une expédition dirigée par l'américain Dennis Schmitt